# Feels So Good (Melanie B)
Feels So Good è il terzo singolo estratto dall'album di debutto della cantante britannica Melanie B, Hot.
il singolo è stato pubblicato il 19 febbraio 2001 dall'etichetta discografica Virgin e in Regno Unito ha raggiunto e debuttato alla posizione numero cinque della classifica dei singoli.
È stata scritta dalla stessa Melanie B insieme a James Harris III e Terry Lewis.

## Tracce e formati
- UK CD

1. "Feels So Good" - 4:02
2. "Feels So Good" [Maurice's Feeling Good Soul Radio Mix] - 4:09
3. "Feels So Good" [Blacksmith R&B Rub] - 5:22
4. "Feels So Good" [Music video]

- European 2-Track CD

1. "Feels So Good" - 4:02
2. "Feels So Good" [Maurice's Feeling Good Soul Radio Mix] - 4:09

## Classifiche
| Classifica       | Posizione |
| ---------------- | --------- |
| Regno Unito      | 5         |
| Belgio (Fiandre) | 10        |
| Paesi Bassi      | 85        |
| Svizzera         | 88        |